# Красова (Стшелецький повіт)
Красова (пол. Krasowa, нім. Krassowa, 1936-45: Klein Walden) — село в Польщі, у гміні Лесьниця Стшелецького повіту Опольського воєводства.
Населення — 206 осіб (2011).

## Демографія
Демографічна структура станом на 31 березня 2011 року:
|          | Загалом | Допрацездатний вік | Працездатний вік | Постпрацездатний вік |
| -------- | ------- | ------------------ | ---------------- | -------------------- |
| Чоловіки | 96      | 26                 | 61               | 9                    |
| Жінки    | 110     | 23                 | 64               | 23                   |
| Разом    | 206     | 49                 | 125              | 32                   |